# Balti (popolo asiatico)
I balti sono un gruppo etnico tibetano stanziato nel Baltistan, regione montuosa compresa in gran parte nel Gilgit-Baltistan, territorio autonomo nel nord del Pakistan. 

Una minoranza di essi vive nello territorio del Ladakh, in India.

## Lingua
Il balti è una lingua del gruppo tibeto-birmano affine al tibetano e al ladakhi. Le lingue balti,  tibetana e ladakhi sono in gran parte mutualmente intelligibili, tanto che molti linguisti considerano il balti e il ladakhi dei dialetti tibetani.

## Religione
I balti professano in maggioranza la religione musulmana del ramo sciita. Una piccola minoranza, stimata in alcune migliaia di persone, professa il buddhismo tibetano. 
I balti, in precedenza buddhisti, si convertirono all'Islam nel XVI secolo, tramite predicatori provenienti dalla Persia. La riunione nelle moschee e nei khanqa è per loro un'importante rituale religioso e di socializzazione. La maggioranza delle moschee del Baltistan sono costruite nello stile tibetano, ma molte di esse hanno finiture in legno e decorazioni di chiara origine persiana, specialmente nei distretti di Ladakh e Kargil.